# Postanowienia karlsbadzkie
Postanowienia karlsbadzkie (niem. Karlsbader Beschlüsse) – antyrewolucyjne uchwały ministrów państw niemieckich z 1819 roku.
Postanowienia zostały podjęte w roku 1819 na zainicjowanym przez kanclerza Austrii Klemensa Metternicha zjeździe. Uchwały te miały zdławić ruch narodowo-demokratyczny, dążący do zjednoczenia i demokratyzacji Niemiec.

## Postanowienia
- rozwiązanie stowarzyszeń studenckich (burschenschaftów)
- zaostrzenie cenzury prasowej
- aresztowania spiskowców i rewolucjonistów

Postanowienia karlsbadzkie obowiązywały do roku 1848.